# Catenanuova
Catenanuova ist eine italienische Gemeinde im Freien Gemeindekonsortium Enna auf der Mittelmeerinsel Sizilien mit 4454 Einwohnern (Stand 31. Dezember 2023).

## Lage und Daten
Catenanuova liegt 48 km östlich von Enna an der Autobahn A19 von Catania nach Enna. Die Einwohner arbeiten hauptsächlich in der Landwirtschaft.
Die Nachbargemeinden sind Agira, Castel di Iudica (CT), Centuripe und Regalbuto.
Am 10. August 1999 wurden im Ort 48,5 °C gemessen, die bis dahin höchste jemals in Europa gemessene Temperatur.

## Geschichte
Catenanuova wurde 1754 gegründet.

## Sehenswürdigkeiten
Die Pfarrkirche wurde im 17. Jahrhundert erbaut.